# Epacris purpurascens
Epacris purpurascens là một loài thực vật có hoa trong họ Thạch nam. Loài này được Sims mô tả khoa học đầu tiên năm 1809.

## Hình ảnh

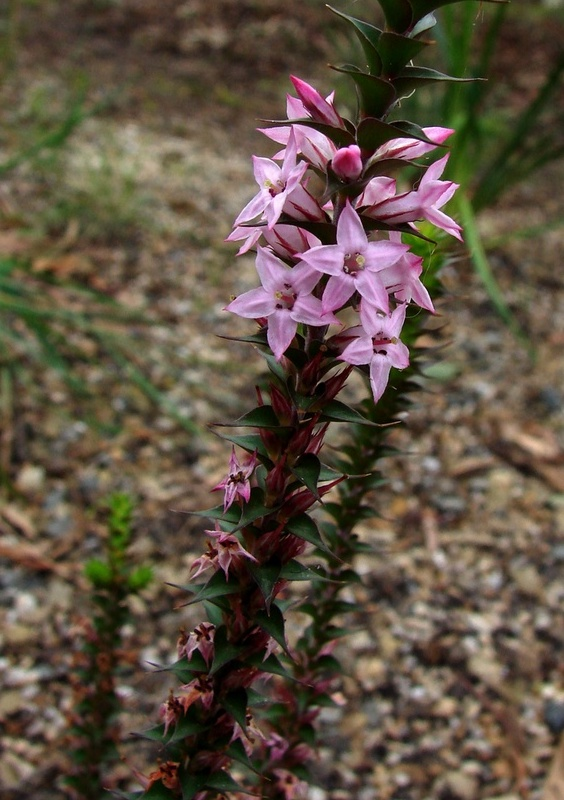